# Občina Vodice

Občina Vodice - Slovinsko

Občina Vodice je jednou z 212 občin ve Slovinsku. Rozkládá se ve Středoslovinském regionu. Je jednou z 25 občin regionu. Rozloha občiny je 31,4 km2 a v lednu 2014 zde žilo 4820 lidí. V občině je celkem 16 vesnic. Správním centrem občiny je vesnice Vodice.

## Poloha, popis
Průměrná nadmořská výška občiny je zhruba 350 m. Z Vodice, správního centra občiny, je vzdálenost do centra Lublaně jen 10 km.
Sousedními občinami jsou: Cerklje na Gorenjskem na severu, Komenda na severovýchodě, Mengeš na východě, Lublaň na jihu, Medvode na západě a Šenčur na severozápadě.
Občinou prochází od severu k jihu velmi frekventovaná dálnice A2.

## Vesnice v občině
Bukovica pri Vodicah, Dobruša, Dornice, Koseze, Polje pri Vodicah, Povodje, Repnje, Selo pri Vodicah, Skaručna, Šinkov Turn, Torovo, Utik, Vesca, Vodice, Vojsko, Zapoge.